# Chāpān-e Pā'īn
Chāpān-e Pā'īn (persiska: چاپانِ سُفلَى, چاپان, چاپان سُفلَى, چاپان پائين, Chāpān-e Soflá, Chāpān-e Pā’īn) är en ort i Iran.   Den ligger i provinsen Kurdistan, i den nordvästra delen av landet, 400 km väster om huvudstaden Teheran. Chāpān-e Pā'īn ligger 1 546 meter över havet och antalet invånare är 214.
Terrängen runt Chāpān-e Pā'īn är kuperad.Runt Chāpān-e Pā'īn är det ganska glesbefolkat, med 50 invånare per kvadratkilometer. Närmaste större samhälle är Şāḩeb, 12,0 km väster om Chāpān-e Pā'īn. Trakten runt Chāpān-e Pā'īn består i huvudsak av gräsmarker.